# 820

## Nașteri
- dată necunoscută: Papa Ioan al VIII-lea  (d. 882)
- dată necunoscută: Papa Nicolae I  (d. 867)
- dată necunoscută: Fotie I al Constantinopolului  (d. 896)
- dată necunoscută: Ibn Khordadbeh  (d. 912)
- dată necunoscută: Álmos politician maghiar (d. 895)
- dată necunoscută: Kocel  (d. 876)
- dată necunoscută: Al-Mahani matematician și astronom persan (d. 880)
- dată necunoscută: Anandavardhana  (d. 890)
- dată necunoscută: Adalbert I de Toscana  (d. 886)
- dată necunoscută: Guy I de Spoleto  (d. ?)
- dată necunoscută: Lando I de Capua  (d. 860)
- dată necunoscută: Cezar de Neapole  (d. ?)

## Decese
- dată necunoscută: Adi Shankara filosof indian (n. 788)
- 20 ianuarie: Al-Shafi‘i (Imam)  (n. 767)